# Щупов, Андрей Олегович
Андре́й Оле́гович Щу́пов (род. 26 апреля 1964, Свердловск) — советский и российский писатель, специализирующийся в исторической, детективной и фантастической литературе. Под псевдонимом Павел Артемьев публикует книги по психологии и популярной медицине, под псевдонимом Олег Раин — произведения для подростков и детей.

## Биография
Родился в 1964 году в Свердловске. В 1981 году окончил в специализированную английскую школу № 99. Поступил в УЭМИИТ на электротехнический факультет. Будучи студентом вуза, принимал участие и побеждал в математических, английских и иных олимпиадах. Параллельно ездил на моря с экспедициями, изучал флору и фауну Чёрного, Японского, Балтийского и других морей.
В 1986 году, окончив институт, работал несколько лет во ВНИИЖТ (лаборатория КТС ПС). Инженером настройщиком диагностической аппаратуры ездил по стране, создавал контрольные пункты ДИСК-БКВЦ.
С 1987 года работал внештатным сотрудником в журнале «Уральский следопыт». По рекомендации Бугрова В. И. (зав. отделом фантастики журнала) становится членом клуба «Радиант» (куратор — Халымбаджа И. Г.). Литературный дебют — фантастический рассказ «Есть Контакт!» (газета «Наука Урала» № 25, 1988). Первая книжная публикация — рассказы «Закрой Глаза» и «Атавизм» в сборнике фантастики «Поиск-89» (Свердловск, Средне-Уральское книжное издательство).
С 1990 года перешёл на «вольные хлеба», издавался в газетах и журналах, работал в охране, грузчиком, настройщиком музыкальных инструментов, занимался строительством, изучал спортивный и оздоровительный массаж, был директором фотостудии, работал редактором.
В 1992 году стал лауреатом премии «ДЭМ» (за роман «Звериный круг»), учреждённой Юлианом Семёновым (премия за лучший российский детектив). В 1994 году выпустил в свет первый сборник художественных произведений (повести и рассказы). Номинировался на премию «Старт», вышел в финал (в 1995 году фестиваль «Аэлита» не проводился, поэтому премия не была вручена). Впоследствии периодически издавался в российских издательствах. В период с 1994 по 2020 годы опубликовал около шести десятков книг. Работал в оргкомитете фестиваля фантастики «Аэлита», жюри премии П. П. Бажова, оргкомитете премии В. П. Крапивина. Организовывал фотовыставки, был у истоков создания оздоровительных клубов на Урале, писал радиосценарии, пьесы и песенные тексты.
Основные увлечения — литература, музыка, подводное плавание, парашютные прыжки, дельтапланы, стрельба из лука. В 2002 году был принят в Союз российских писателей, в 2003 году избран в правление екатеринбургского отделения Союза.
2008 год: за книгу «Слева от Солнца» получил национальную детскую литературную премию «Заветная мечта», за ту же книгу получил премию имени В. П. Крапивина. В 2009 году — премию «Алиса» на фестивале «Роскон» за книгу «Спасители Ураканда». Книга «Отроки до потопа» принесла писателю ещё две премии в 2010 году — им. П. Бажова и «Камертон» (Екатеринбург). В 2012 году за книгу «Человек Дейтерия» писатель был удостоен литературной премии УРФО-2012 (Уральского федерального округа). В 2019 г. за книгу «ЗБ» — премия признания Союза писателей России «Чаша Круговая». В 2020 — книга «Доноры» завоёвывает 1 место в литературном конкурсе «Экранизация», организованным «Агентством Стардаст» на издательском сервисе Ridero. В том же 2020 году писатель получает золотую медаль и премию Ивана Ефремова за книгу "Владислав Крапивин", изданную в серии ЖЗУ. В 2021 году московское жюри конкурса им. Сергея Михалкова награждает писателя золотой медалью за рукопись «Башня». В 2024 году за книгу "Урал таинственный" писатель получает всероссийскую литературную премию им. Д. Н. Мамина-Сибиряка, а в 2025 г. за ту же книгу ему вручается международная литературная премия им. П. П. Ершова.
К этому времени у писателя опубликовано более 300 статей и рецензий. Ряд повестей и рассказов издавались в региональных и союзных журналах — таких, как: «Приключения и фантастика» («ПиФ»; Екатеринбург), «Урал» (Екатеринбург), «НЕВА» (СПб), «Уральский следопыт» (Екатеринбург), «Если» (Москва), «Бийский вестник» (Бийск), «Книжный Клуб» (Екатеринбург), «Звёздная дорога» (Москва), «Южная Звезда» (Ставрополь), «Carelia» (Петрозаводск), «Врата Сибири» (Тюмень), «Порог» (Кропивницкий), «Банзай» (Екатеринбург) и др.